# Metaltown

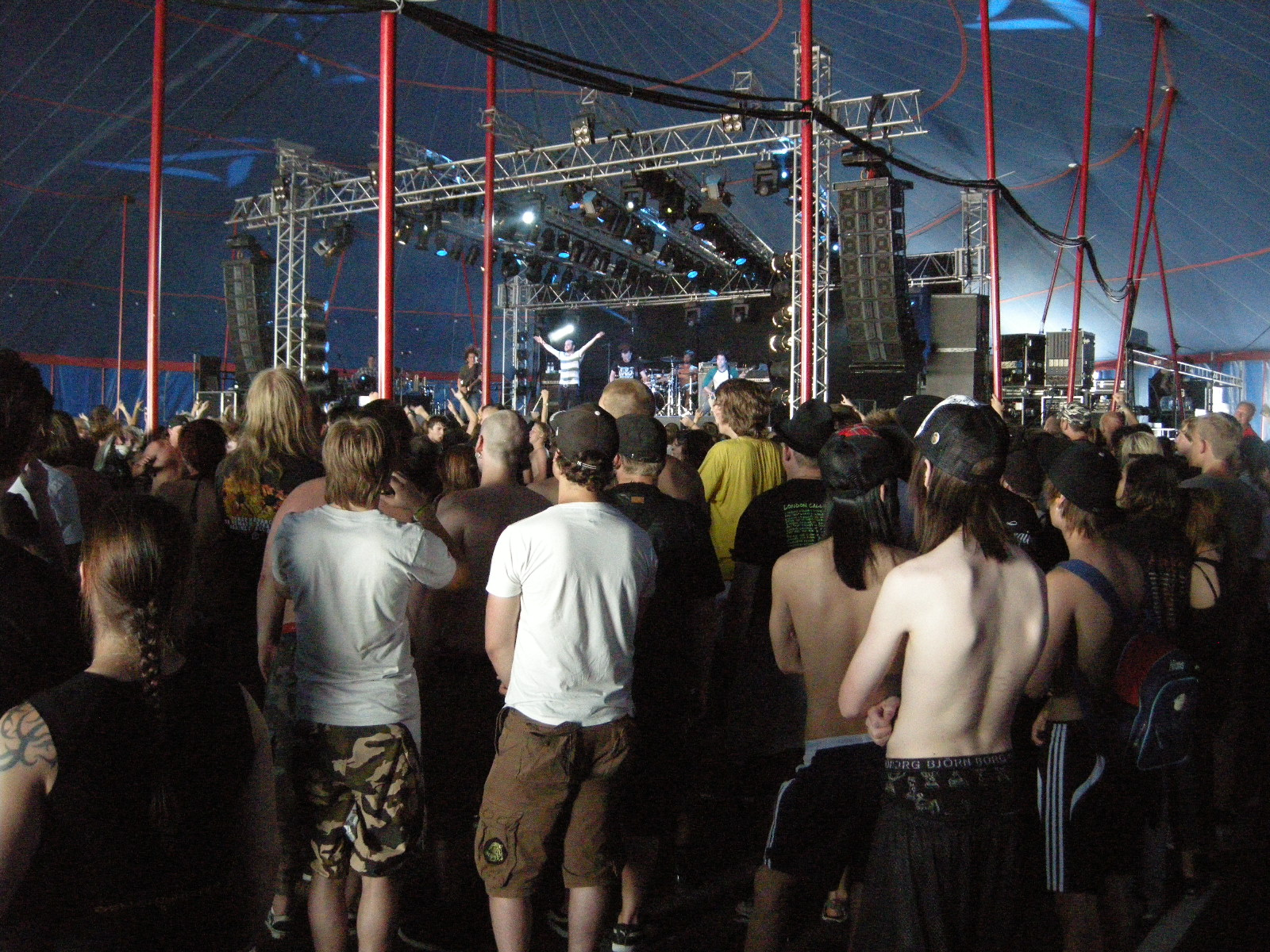
Close Up-scenen, August Burns Red spelar, 2009

Metaltown var en årlig festival med inriktning på rock-, metal- och hårdrocksmusik som de första sex åren hölls på Bananpiren i Göteborgs hamn. Den första festivalen hölls 2004. År 2008 blev Metaltown en tvådagarsfestival, och 2011 hölls festivalen på det nya festivalområdet Göteborg Galopp i närheten av Säve. I november 2012 meddelade Metaltown att festivalen med sitt tionde festivalår skulle utöka till tre dagar.
Festivalen hölls inte 2014 och 2015 på grund av ansträngd ekonomi och svårt att boka headliner-band. År 2016 väcktes dock Metaltown till liv igen, dock i ett mindre format. Festivalen blev en endagars-inomhusfestival och platsen var Trägår'n i centrala Göteborg med band som At The Gates, Heaven Shall Burn, Katatonia med flera.
År 2020 skulle festivalen återuppstå på Bananpiren i centrala Göteborg där Metaltown en gång startade. Den 5 augusti skulle det bli en endagsfestival med åtta band (Slipknot, Hatebreed, Max & Igor Cavalera, Avatar, Hardcore Superstar, Bombus, Raised Fist och Nerved). Utbrottet av covid-19 satte stopp för denna festival och arrangörerna har inte meddelat om de tänker försöka att återuppliva festivalen vid senare tillfälle.

## Festivalområdet
Festivalområdet hade tidigare varit placerat på Bananpiren i Frihamnen, men från 2011 hälls festivalen intill Göteborg Galopp på Hisingen. Anledningen till ändringen var att publiken under In Flames spelning 2010 hoppade så våldsamt att det blev sprickor i hamnen. Metaltown innehöll fyra scener för konserter, de två större Fire stage och Blood stage (tidigare kallat red och black stage) samt Close Up-tältet och det mindre tältet kallat Death Stage (kallat Green Stage under 2011 års festival). År 2020 skulle Metaltown återuppstå på Bananpiren för en endagarsfestival men ställdes in på grund av covid-19-pandemin.

## Medverkande band

### 2004
- Alice Cooper
- Brides of Destruction
- Debase
- Dimmu Borgir
- Edguy
- Evergrey
- In Flames
- K2
- Mustasch
- Notre Dame
- RAM
- Rising Faith
- Totalt Jävla Mörker
- Turbonegro

### 2005
- All Ends
- Apocalyptica
- Beseech
- Dark Tranquillity
- Enter the Hunt
- Hammerfall
- Hanoi Rocks
- Hell N' Diesel
- Kakaphonia
- Nine
- Rammstein
- Sentenced
- Tiamat

### 2006
- Cradle of Filth
- Danko Jones
- Electric Earth
- Engel
- Enter the Hunt
- Entombed
- Evergrey
- Fingerspitzengefühl
- The Haunted
- Khoma
- Manimal
- Motörhead
- Opeth
- Satyricon
- Soilwork
- Sparzanza
- Tool

### 2007
- Candlemass
- Cult of Luna
- Entombed
- Hardcore Superstar
- Ill Nino
- Machine Head
- Marduk
- Mastodon
- Meshuggah
- Mustasch
- Nine
- Raised Fist
- Slayer
- Sonic Syndicate
- Sturm und Drang

### 2008

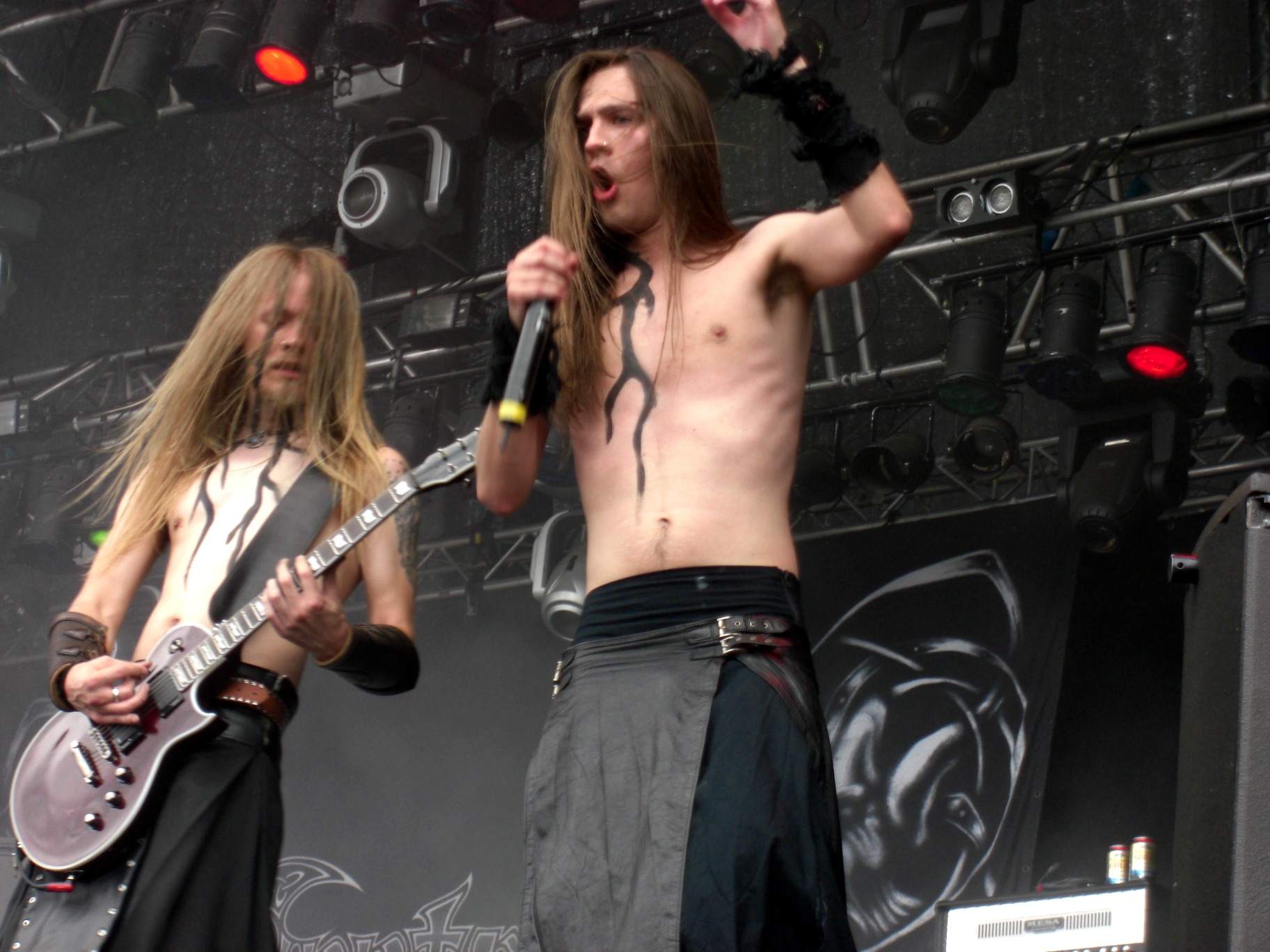
Finntroll på festivalen 2008

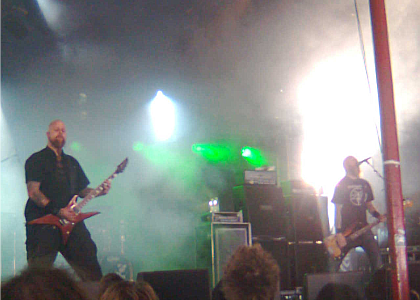
Torture Division på festivalen 2008

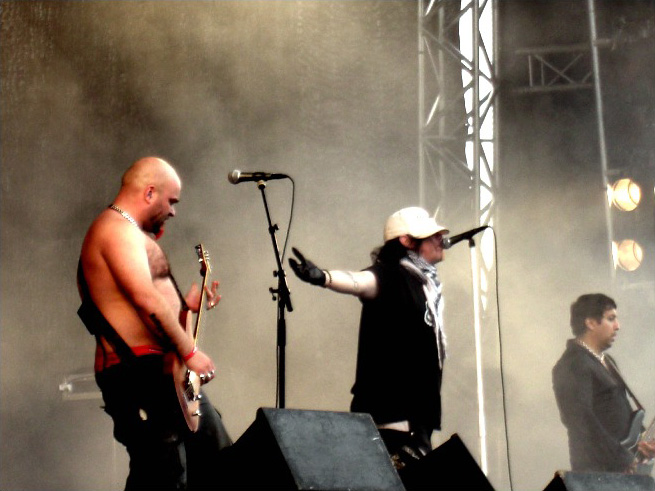
Lillasyster på festivalen 2008

- Amon Amarth
- Avatar
- Bullet for My Valentine
- Cavalera Conspiracy
- Cimmerian Dome
- Clutch
- Converge
- Danko Jones
- Dark Tranquillity
- Die Mannequin
- Dimmu Borgir
- Dr Livingdead
- Finntroll
- Graveyard
- Hardcore Superstar
- In Flames
- Keld
- Killswitch Engage
- Lillasyster
- Nightwish
- Marionette
- Monster Magnet
- Nifelheim
- Path of no Return
- Sabaton
- Satyricon
- SIC
- Soilwork
- Sonic Syndicate
- The Brother Grim Side Show
- Tiamat
- Torture Division
- Witchcraft

### 2009

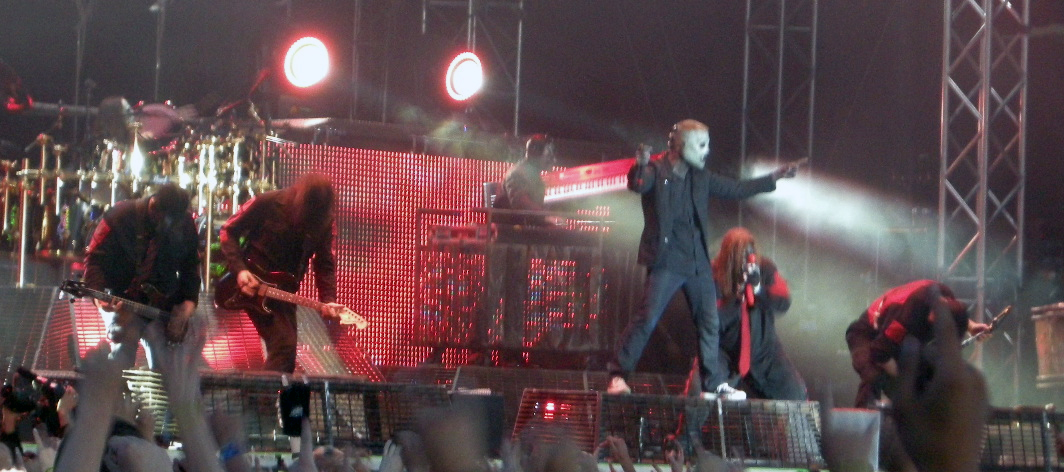
Slipknot, ett av huvudbanden på festivalen 2009

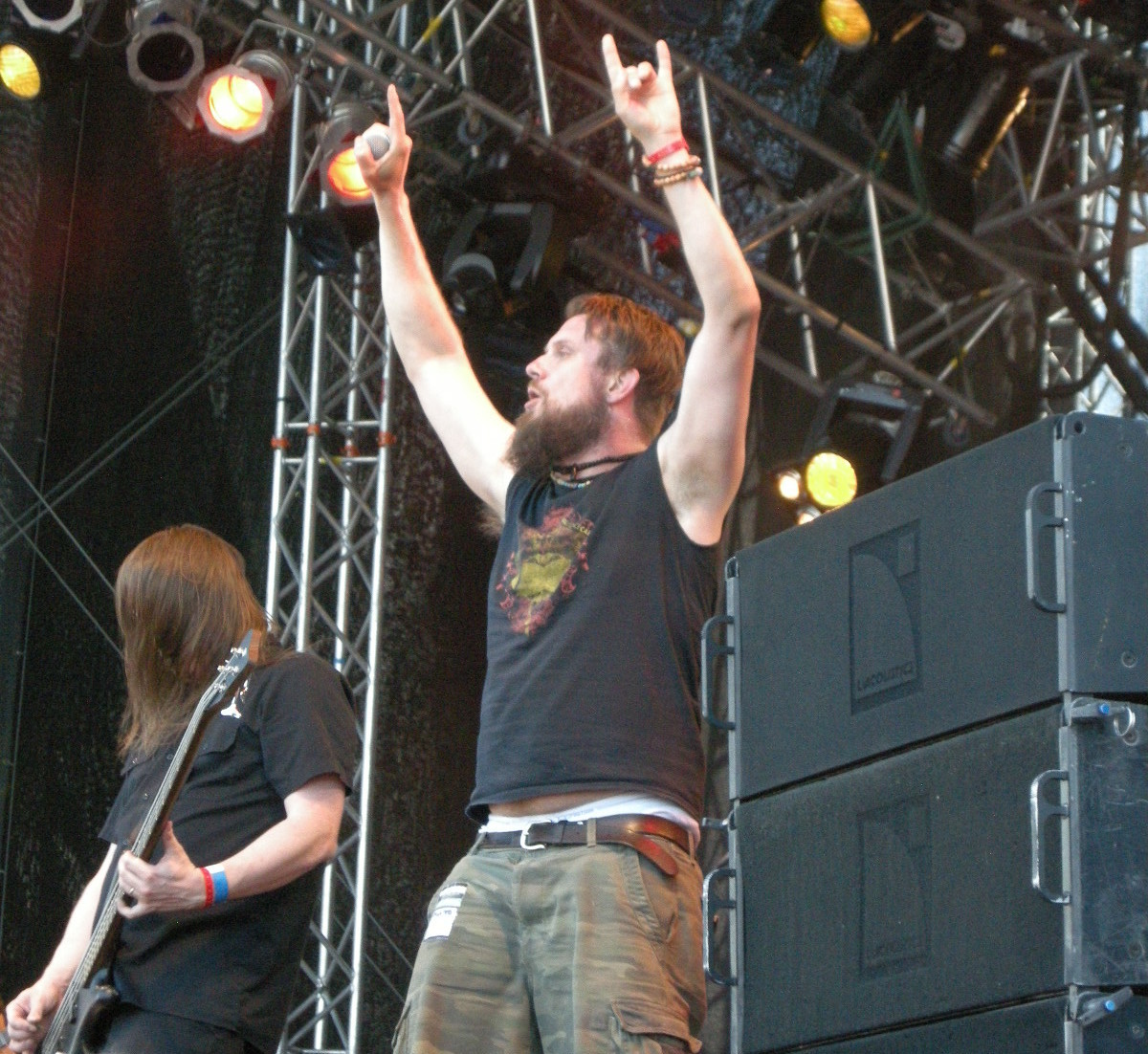
The Haunted, på festivalen 2009

- All Hell
- Bullet
- Children of Bodom
- Cult of Luna
- Dead by April
- Dir en grey
- Disturbed
- DragonForce
- Evergrey
- Girugamesh
- Hatesphere
- The Haunted
- The Hellzapoppin Side Show
- Illfigure
- Kongh
- Marilyn Manson
- Meshuggah
- Mucc
- Municipal Waste
- Mustasch
- My Dying Bride
- Napalm Death
- Pain
- Pilgrimz
- Slipknot
- Sterbhaus
- Trivium
- Volbeat

### 2010

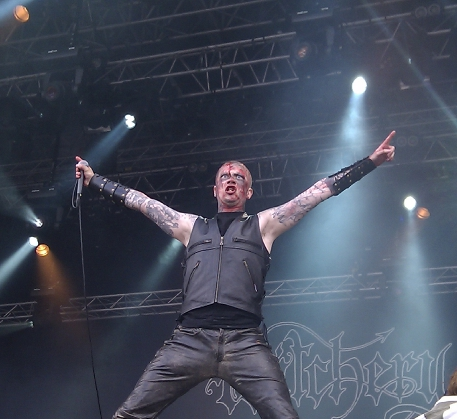
Legion från Witchery, på festivalen 2010

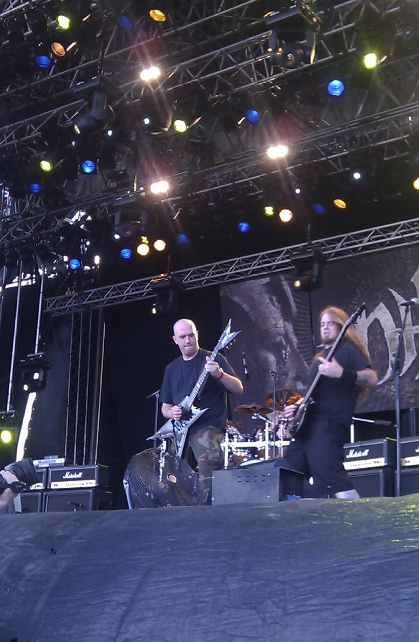
Nile, på festivalen 2010

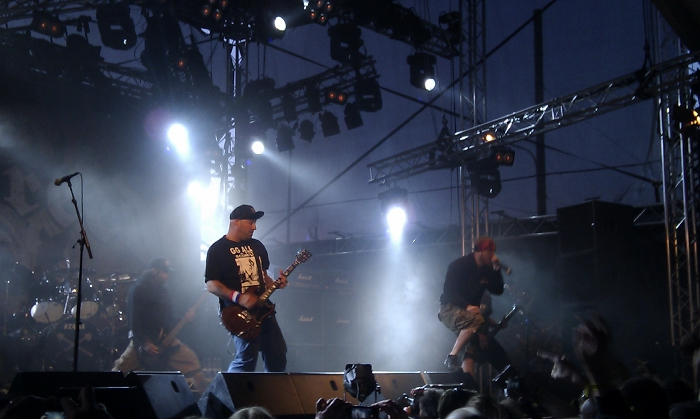
Hatebreed, på festivalen 2010

- 69 Eyes
- Adept
- Amon Amarth
- Between The Buried and Me
- Bleeding Through
- Brian Welch
- Bullet for My Valentine
- Coheed and Cambria
- Cynic
- Dark Tranquillity
- Dream Evil
- Eldrimner
- Finntroll
- From This Moment
- Garcia Plays Kyuss
- Hatebreed
- HellYeah
- In Flames
- Katatonia
- Kreator
- Lednote
- Nile
- Rammstein
- Raubtier
- Raunchy
- Sabaton
- Skindred
- Sodom
- Sonic Syndicate
- Soulfly
- Walking with Strangers
- Witchery

### 2011
- All That Remains
- Amaranthe
- Anvil
- Arch Enemy
- At the Gates
- Avenged Sevenfold
- Avenir
- The Black Dahlia Murder
- Baptized in Blood
- Bring Me the Horizon
- Cavalera Conspiracy
- Corroded
- Cradle of Filth
- The Damned Things
- DeathDestruction
- Deicide
- Devin Townsend Project
- Doctor Midnight & The Mercy Cult
- Evergrey
- Escape the fate
- F.K.Ü
- Ghost
- Graveyard
- Hellzapoppin Sideshow
- Humanity's Last Breath
- Human Desolation
- Insense
- Khoma
- Korn
- Last View
- Madball
- Meshuggah
- Parkway Drive
- Raubtier
- Soilwork
- Sparzanza
- System of a Down
- Torture Division
- Volbeat
- Yersinia
- Watain

### 2012
- Adept
- Alenah
- Anthrax
- Aura Noir
- Avatar
- Candlemass
- Dark Tranquillity
- Darkest Hour
- Death Destruction
- Descend
- Dethrone
- DevilDriver
- Engel
- Gojira
- Hypocrisy
- Imminence
- In Flames
- Jason Rouse
- Killswitch Engage
- Kobra and the Lotus
- Kyuss Lives!
- Lamb of God
- Marilyn Manson
- Machine Head
- Mastodon
- Mayhem
- Nasum
- Opeth
- Oz
- Pain
- Pain of Salvation
- Primordial
- Sabaton
- Sectu
- Seventribe
- Shining
- Skeletonwitch
- Soulfly
- Slayer
- Start a Fire
- Trivium
- Unleashed
- Vader
- Vildhjarta
- Voiceless Location
- Who Torched Cinderella
- Within Temptation
- Year of the Goat

### 2013
- All That Remains
- Amaranthe
- Asking Alexandria
- Between the Buried and Me
- Bombus
- Carcass
- Clutch
- Cult of Luna
- Constrain
- Crunge
- Danko Jones
- Danzig  (Misfits set)
- Degial
- Eldkraft
- Eldrimner
- Entombed
- Ghost
- Graveyard
- Hardcore Superstar
- HEADSIC
- Imber
- Katatonia
- Korn
- Kvelertak
- Love and Death
- Marduk
- Meshuggah
- Minora
- Mustasch - (Spelade istället för Motörhead på grund av sjukdom)
- Naglfar
- Napalm Death
- Nox Vorago
- Pentagram
- Port Noir
- Sabaton
- Sister Sin
- Slipknot
- Soilwork
- Terra Tenebrosa
- The Devil Wears Prada
- The Dillinger Escape Plan
- The Ghost Inside
- The Kristet Utseende
- The Resistance
- The Sword
- Thundermother
- Thyrfing
- Tribulation
- Undercroft
- Witchcraft

### 2016 - Trägår'n
- At The Gates
- Heaven Shall Burn
- Katatonia
- Pain
- Tribulation
- Bombus
- Trailer Park Sex
- The Unguided
- Nightrage
- Black Temple
- We Dream Alone

### 2020 - inställt
- Slipknot
- Hatebreed
- Max & Iggor Cavalera
- Raised Fist
- Bombus
- Hardcore Superstar
- Nerved
- Avatar